# Outdoor-Personenzählsystem
Ein Outdoor-Personenzählsystem dient der Zählung von Personen im Rahmen der Datenerfassung eines Monitorings. Anhand der erhobenen Daten werden Management-Maßnahmen getroffen und optimiert. Eine genaue Kalibrierung ist bei allen automatischen Erfassungsmethoden notwendig, um von den eingehenden Signalen auf die tatsächliche Besucherzahl schließen zu können (z. B. können Biker die Messsensoren fehlerhaft auslösen).
Folgende Personenzählsysteme werden in der Datenerhebung von Schutz- und Erholungsgebieten eingesetzt.

## Photoelektrische Lichtbarrieren
Photoelektrische Lichtbarrieren melden dem Messgerät einen Impuls, wenn die Strahlen durch passierende Besucher unterbrochen werden.  Eine pyro-elektrische Zelle reagiert auf Wärme respektive thermisches Infrarot. Der Zählapparat ist klein und leicht, Empfindlichkeit und Intervalle sind regelbar. Falsche Zählungen kommen durch Wild sowie Besucher in Gruppen mit sehr dunkler oder heller Kleidung zustande. Die Wege müssen  schmal sein, um eine Einzelerfassung der Besucher zu gewährleisten. Die Zähler sind aus Sichtschutz- und Sicherheitsgründen in entsprechender Höhe (Baumstamm oder Pfahl) befestigt. Bei Montage von zwei Sensoren kann neben der Besucheranzahl auch deren Bewegungsrichtung registriert werden.

## Akustische Sensormatten
Akustische Sensormatten werden in einen Wegabschnitt vergraben und reagieren auf Druckauflast. Tritt eine Person auf die versteckte Matte, wird eine flexible Gummischicht zusammengedrückt, die Druckveränderung elektronisch detektiert und das Muster der Druckwellen ausgewertet. Die Messung ist für Personen geeignet. Der Zählapparat ist klein und erfasst Datums- und Zeitangaben. Diese Technik ist nicht für jeden Bodentyp und nicht für Temperaturen unter dem Gefrierpunkt geeignet.

## Hydro-akustische Schläuche, pneumatische Schläuche und Induktionsschleifen
Hydro-akustische Schläuche, pneumatische Schläuche und Induktionsschleifen dienen zur Detektion und Zählung von Fahrrädern. Hydro-akustische und pneumatische Schläuche werden mit frostunempfindlicher Flüssigkeit bzw. Gas gefüllt und werden in wenigen Zentimeter Tiefe unter dem Weg vergraben. Sie reagieren auf den von Fahrrädern verursachten Druck und senden Wellen an einen Piezo-Sensor, der diese in elektrische Messsignale umwandelt. Eine Erfassung der Fahrtrichtung ist bei der Montage von zwei Schläuchen möglich. Die Induktionsschleife besteht aus einer rautenförmigen Drahtspule. Diese wird in wenigen Zentimeter Tiefe in die Fahrspur eingelassen. Bewegt sich ein metallischer Gegenstand über die Induktionsschleife, so wird ein elektrischer Strom induziert. Dieser wird vom Datenlogger ausgewertet.

## Seismische Zählgeräte
Die Zählungen werden durch Druckauslösung von vergrabenen Sensoren aufgenommen und an ein Datenmessgerät übertragen. Der Output umfasst auch eine Datums- und Zeitangabe. Der Zählapparat ist einfach zu verbergen, klein und leicht, wenig anfällig gegenüber der Witterung, und kann bei richtiger Kalibrierung auch Fahrräder erfassen. Diese Technik ist nicht für jeden Bodentyp und nicht für Temperaturen unter dem Gefrierpunkt geeignet.

## Radarsysteme
Radarsysteme messen mittels ausgesendeter Radarwellen Veränderungen in der Reflexion. Es können Formen unterschieden werden. Besuchende in Gruppen können allerdings nicht gut gezählt werden.

## Kameraaufnahmen
Mittels Foto- oder Videokameras kann die Wegauslastung aufgezeichnet werden. Die Auswertung der meist großen Datenmenge ist noch relativ aufwändig, könnte aber auch mittels Software erfolgen. Das Problem des Datenschutzes von Personenaufnahmen kann evtl. mit Unschärfefiltern oder mit Distanzaufnahmen gelöst werden.

## Fernerkundungsmethoden
Anhand von Fernerkundungsmethoden können Personen auf Luftbildern erkannt und gezählt werden. Stehen mehrere Luftbilder in kurzen zeitlichen Abständen zur Verfügung können die Gehrichtungen ausgewertet werden. Der Vorteil ist die Aufnahme der Besucherzahlen über große Gebiete. Allerdings können nur offene, nicht bewaldete Gebiete ausgewertet werden.

## GPS-Aufzeichnungen
GPS-Aufzeichnungen der begangenen Wege ermöglichen die beliebtesten Routen, Wegauslastungen und Geschwindigkeit der Besucher zu ermitteln. Den Besuchenden werden GPS-Logger mitgegeben, welche deren Fortbewegung über einen Zeitraum von bis zu zwei Wochen aufzeichnen.

## Drehkreuze
Drehkreuze sind eine mechanische Methode für den Zutritt zu Schutzgebieten. Sie sind einfach aufzubauen und verursachen geringe Kosten. Die Zählungen fallen durch Missbrauch oder mangelnde Wartung oft zu hoch aus. Wegen der hohen Verschleißanfälligkeit und fehlender Auskunft über Datum und Zeitpunkt der Besuchererfassung ist diese Methode als veraltet und nicht relevant einzustufen.